# Przylepka (województwo łódzkie)
Przylepka – kolonia w Polsce położona w województwie łódzkim, w powiecie sieradzkim, w gminie Złoczew. Miejscowość wchodzi w skład sołectwa Biesiec.
W latach 1975–1998 kolonia administracyjnie należała do województwa sieradzkiego.